# London Cage
Der London Cage (engl. für „Londoner Käfig“) war ein in den Häusern Kensington Palace Gardens 6–8, London, zwischen Juli 1940 und September 1948 bestehendes Verhörzentrum, ein sogenanntes Combined Services Detailed Interrogation Centre (CSDIC), der Sektion MI19 des britischen War Office.
Er diente dazu, Informationen von Zivilisten und Militärs des Zweiten Weltkrieges aus NS-Deutschland mittels Folter zu erlangen. Diese Aktivitäten wurden 2005 infolge des Freedom of Information Act öffentlich, als The Guardian die Akten der National Archives (ehemals Public Record Office) einsah.
Den Cage, der Platz für 60 Gefangene bot, passierten während seines Bestehens 3.573 Personen, von denen etwa 1.000 wegen Kriegsverbrechen angeklagt und überwiegend gehängt wurden. Nach Kriegsende kamen Zivilisten und mutmaßliche sowjetische Agenten, einige direkt aus deutschen Konzentrationslagern, hinzu. Er wurde geleitet von Lieutenant Colonel Alexander Scotland, einem ehemaligen Angehörigen der Kolonialtruppen Deutsch-Südwestafrikas von 1903 bis 1907, der bereits im Ersten Weltkrieg deutsche Gefangene verhört hatte und den man zum gleichen Zweck 1939 reaktivierte.
Es bestanden fünf Vernehmungsräume, in denen zehn Untersuchungsführer und ein Dutzend Übersetzer arbeiteten. Die Bewachung erfolgte durch Soldaten des Garderegiments.

## Haftbedingungen
Scotland begrüßte die Neuankömmlinge in Anlehnung an Dante Alighieris Göttliche Komödie (Aufschrift auf dem Höllentor) mit den Worten: „Wer hier eintritt, lasse alle Hoffnung fahren.“ (Abandon all hope ye who enter here.) Er führte hierzu in einem unveröffentlichten Entwurf seiner Memoiren aus: „Wenn nämlich irgendein Deutscher irgendwelche Informationen hatte, die wir wollten, dann bekamen wir sie auf die Dauer aus ihm heraus.“ (For if any German had any information we wanted, it was invariably extracted from him in the long run.) Seine Aktivitäten verstießen gegen die Genfer Konventionen. Es ist unklar, ob er aus eigenem Antrieb oder mit offizieller Anweisung handelte – das Hauptquartier der britischen Rheinarmee scheint seine Vorgangsweise geduldet zu haben.
Gefangene mussten bis zu 26 Stunden in Achtungs-Stellung (stramm) stehen; sie wurden mit Scheinhinrichtungen und damit, dass sie ‚verschwinden‘ könnten, bedroht, und sie hungerten. Sie wurden – kniend – auf den Kopf geschlagen oder systematisch ausgepeitscht, bis einige darum baten, getötet zu werden, sowie mit kalten Duschen, Hunger und Elektroschocks gefoltert. Die Zellen wurden abgehört.
Der ehemalige SS-Obersturmbannführer Fritz Knöchlein, heißt es im Artikel des Guardian, der im Oktober 1946 in den Cage kam und nicht die gewünschten Aussagen lieferte, wurde nicht ernährt und mehrere Tage und Nächte am Schlafen gehindert. Die Wachen traten bei jeder Gelegenheit nach ihm, und die Vernehmer prahlten damit, „besser als die Gestapo am Alexanderplatz“ zu sein. Er musste stundenlang im Kreis laufen, wurde Treppen hinuntergestoßen und mit einem Knüppel geschlagen. 21 Polizei- und Gestapo-Offiziere saßen 1947 im Cage ein, von denen nach Verhör und Folter 14 hingerichtet wurden, weil sie der völkerrechtswidrigen Erschießung von 50 kriegsgefangenen RAF-Offizieren nach einem Fluchtversuch aus dem Stalag Luft III (später verfilmt als The Great Escape) für schuldig befunden wurden.
Der britische RAF-Sergeant Tony Whitehead, der einen Gefangenen einlieferte, sah nach eigenen Angaben einen deutschen Marineoffizier in Uniform, der auf Knien den Flur gereinigt haben soll, während sein Bewacher einen Fuß auf dessen Rücken gesetzt hatte und rauchte. Als er seinen Häftling drei Tage später wieder abholte, sei dieser komplett unterwürfig gewesen, habe nur selten aufgesehen und ihn mit Sir angesprochen.
Insgesamt ähnelten die Haftbedingungen denen des Geheimgefängnisses Bad Nenndorf, das bis Juli 1947 bestand, sowie anderen CSDIC-Verhörzentren in der britischen Besatzungszone. Es gab Hinweise darauf, dass die Verhörmethoden in diesen Zentren in Deutschland eher noch schlimmer als im London Cage waren.

## Schließung
1946 wurde das Rote Kreuz auf den Cage aufmerksam, da er versehentlich in einer Liste von Kriegsgefangenenlagern mit an die Organisation übermittelt wurde. Besuche wurden abgewiesen, und ein Bericht Scotlands an das War Office wies darauf hin, dass es sich bei den Insassen um Kriminelle handle und man einen Monat benötige, um die „geheimen Geräte“ abzubauen.
Anderthalb Jahre später gelang es dem Roten Kreuz, die Anlage zu betreten. Der Inspekteur, dem keine illegalen Einrichtungen auffielen, erklärte in einem Bericht, dass die Gefangenen eingeschüchtert und zehn in besonders schlechtem Gesundheitszustand in der Nacht zuvor verlegt worden waren. Das Rote Kreuz unternahm weiter nichts, da die Regierung versprach, die Anlage zu schließen. Vermutlich geschah das Ende 1948 als Folge von Zustandsberichten britischer Ärzte der Militärhospitäler Hamburg und Bremen über dorthin verbrachte Cage-Gefangene, sowie unter der Befürchtung der Regierung Clement Attlee, die Sowjetunion könnte der Folterung ihrer NKWD-Agenten gewahr werden. Alexander Scotlands Memoiren gingen wegen Bedenken des War Office über die Reputation der britischen Armee nicht in Druck.

## Belege
1. 1 2 3  Ian Cobain: The secrets of the London Cage. Beatings, sleep deprivation and starvation used on SS and Gestapo men. POW camp in Kensington kept secret and hidden from Red Cross. The Guardian, 12. November 2005.
2. ↑  Ian Cobain: Britain's secret torture centre (Memento vom 21. Dezember 2005 im Internet Archive). The Guardian, 17. Dezember 2005
3. ↑  Ian Cobain: The postwar photographs that British authorities tried to keep hidden; Revealed: victims of UK's cold war torture camp (Memento vom 31. Juli 2012 im Webarchiv archive.today). The Guardian, 3. April 2006

Koordinaten: 51° 30′ 28,3″ N, 0° 11′ 27,3″ W